# 한기악
한기악(韓基岳, 1898년 1월 14일 ~ 1941년 6월 20일)은 한국의 독립운동가이다.

## 생애
강원도 원성(原城)(현재의 원주) 출신. 1919년 일본 도쿄에서 기독청년회 회원으로 있으면서 2.8 독립선언에 참여했고, 3·1운동때에는 임규, 심영택(沈英澤) 등과 독립선언서를 유인하여 각계에 배포하는 등 활약하다가 상하이로 망명하였다.
상하이에서 대한민국 임시정부 수립에 참여하여 1919년 4월 13일 초대 임시의정원 의원에 선출되었으며, 4월 22일경 대한민국 임시의정원 제2회 회의에서 남형우(南亨祐), 김응섭(金應燮)과 함께 임시정부 법무부 위원 3인 중 1인으로 선임되어 활동하였다. 1920년 초 귀국하여 중앙학교에 근무하다가 1920년 4월 1일 동아일보 창간에 참여하였으며, 1921년 11월부터 편집기자, 1924년 12월부터 1925년 3월까지는 편집국장 대리로 민족언론 창달에 전념하였다.
한편 동아일보에 근무하면서 1920년 7월에는 조선청년회연합기성회를 조직하고 오상근(吳祥根)을 위원장으로 추대하였으며, 그는 서무를 담당하여 청년운동을 벌였다. 1921년 3월에는 조선노동공제회 정기총회에서 61인의 대표자 중 한사람으로 뽑히기도 하였다.
1925년 동아일보에서 나온 그는 시대일보 초대 편집국장을 지냈으며, 동년 10월에는 민족의 자립자활을 목표로 하는 조선물산장려회 이사회에서 선전부 이사로 선출되어 활동하기도 하였는 바, 이 회에서는 1927년 2월 13일 기관지 "자활(自活)"을 발행하기도 하였다. 1926년 3월에는 교육이 민족을 살리는 가장 효과적인 사업이라고 판단하고 민립대학(民立大學)기성회를 조직하여 이종린, 박승철(朴勝喆), 최원순(崔元淳), 안재홍 등과 함께 대학 건립운동을 전개하였다.
1927년 초에는 민족단일과 민족협동을 표방하며 사회주의와 민족주의를 망라한 민족 유일 전선으로 신간회(新幹會)가 창립되었는데, 그는 동년 2월 15일 YMCA에서 안재홍, 신석우(申錫雨), 김준연, 이상재, 홍명희, 문일평(文一平), 한용운 등과 발기인으로 참여하여 그 중앙위원에 선출되었으며, 1931년 5월 이 회가 해체될 때까지 구국운동을 벌였다.
1928년부터 1932년 4월까지는 조선일보사 편집국장으로 언론을 통한 민족계몽을 위해서 노력하였으며, 1935년부터는 다시 중앙고등보통학교에서 교편을 잡고 후진양성에 힘쓰다가 1941년 6월 20일 학교 사택에서 별세하였다.
대한민국 정부로부터 1990년에 건국훈장 애국장(1983년 건국포장)을 추서받았다.

## 가족 관계
- 아버지 : 한정우(韓正愚, 1875년 2월 15일 ~ 1937년 5월 2일)
- 어머니 : 한양 조씨(1874년 4월 9일 ~ 1933년 2월 29일), 조종필의 딸
  - 부인 : 남희정(南喜貞, 1894년 9월 29일 ~ 1950년 5월 5일) - 남만희의 딸, 의령 남씨
    - 장남 : 한만춘 (韓萬春, 1921년 6월 26일 ~ 1984년 8월 5일) - 전 연세대학교 공학대학 학장
    - 자부 : 이순복(李順馥, 1923년 11월 6일 ~ ?) - 이정구의 딸, 한산 이씨
      - 손자 : 한민구(韓民九, 1948년 7월 21일 ~ )
      - 손녀 : 한은구(韓銀九, 1952년 6월 26일 ~ )
      - 손자 : 한인구(韓仁九, 1956년 10월 15일 ~ )

    - 차남 : 한만년(韓萬年, 1925년 10월 29일 ~ 2004년 4월 30일) - 출판사 일조각 창립자
    - 자부 : 유효숙(兪孝淑, 1930년 3월 27일 ~ ?) - 유진오의 딸, 기계 유씨
      - 손자 : 한성구(韓成九, 1954년 4월 21일 ~ )
      - 손자 : 한경구(韓敬九, 1956년 3월 25일 ~ )
      - 손자 : 한준구(韓準九, 1958년 1월 29일 ~ )
      - 손녀 : 한승미(韓承美, 1964년 3월 7일 ~ )
      - 손자: 한홍구(韓洪九, 1959년 7월 16일 ~ ) - 성공회대 교수

    - 삼남: 한만청- 전 서울대병원장
    - 자부: 김봉애(金奉愛, 1938년 6월 13일 ~ ) - 김용완의 딸, 광산 김씨
      - 손녀 : 한숙현(韓淑炫, 1966년 1월 15일 ~ )
      - 손녀 : 한금현(韓錦炫, 1967년 2월 9일 ~ )
      - 손녀 : 한지현(韓智炫, 1968년 8월 27일 ~ )

- 사돈: 김용완
- 사돈: 김성수, 동아일보 창간멤버이자 동료.[3]

## 참고 자료
- 한국사회 혼맥(네이버 카페)
- 한기악 : 독립유공자 공훈록 - 국가보훈처
- 한국의 명문가문 제 10편 "김성수가" 《서프라이즈》(2005.10.10.)
- 조선민족운동연감 7·8·9면
- 한국독립운동사(문일민) 343면
- 고등경찰요사 49면
- 민족독립투쟁사사료(해외편) 16·17·18면
- 일제침략하한국36년사 8권 391·402면
- 한국민족운동사료(중국편)(국회도서관) 27·36·37면
- 임시정부의정원문서(국회도서관) 42·43·44면
- 동아일보(1921. 11. 17, 11. 20, 1927. 1. 19, 1. 20)
- 독립운동사(국가보훈처) 4권 162·177면
- 독립운동사(국가보훈처) 7권 644면
- 독립운동사(국가보훈처) 9권 468면
- 독립운동사(국가보훈처) 10권 752·753·754·976면
- 독립운동사자료집(국가보훈처) 9권 49·142·144·145면
- 독립운동사자료집(국가보훈처) 12권 209·302면
- 독립운동사자료집(국가보훈처) 14권 115·292·293·358·464·609면